# Robert de Brus, V señor de Annandale
Robert V de Brus (Robert de Brus), V señor de Annandale (ca. 1215-31 de marzo o 3 de mayo de 1295), fue un señor feudal, justiciar y condestable de Escocia e Inglaterra; así como regente de Escocia y candidato al trono escocés durante la disputa por la sucesión de Margarita I de Escocia.  Su nieto Roberto Bruce finalmente se convirtió en rey.

## Biografía

### Primeros años
Robert era hijo de Robert Bruce, IV señor de Annandale e Isobel de Huntingdon. Conocido como Robert el Noble, era nieto de David de Escocia, conde de Huntingdon y Matilda de Kevilloc; por lo tanto tataranieto de David I de Escocia y Matilde de Senlis, condesa de Huntingdon.
Junto al señorío de Annandale, Robert era también señor de Hartlepool (o Hartness) en el condado de Durham y Writtle y Hatfield Broadoak en Essex, Reino de Inglaterra.  Su primera mujer le cedió la localidad de Ripe, en Sussex, su segunda esposa el señorío de Ireby en Cumberland.
Sus posesiones aumentaron tras la derrota de Simon de Montfort en la batalla de Evesham (1265), ya que se le adjudicaron tierras de los barones rebeldes Walter de Fauconberg, John de Melsa y de su hermano Bernard. Posiblemente se trató de una compensación por el rescate que Bruce tuvo que pagar por la liberación de su hijo tras la batalla de Lewes, el cual fue pagado a su hermano Bernard y a su sobrino Gilbert de Clare, VII conde de Gloucester.  Enrique III también nombró a Bruce justiciar además de condestable del castillo de Carlisle y guardés de este en 1267, posición a la que había renunciado en 1255.  Robert se disculpó con Alejandro y probablemente acompañó a los príncipes Eduardo y Edmundo en agosto de 1270 a la Cruzada, ya que su hijo Robert no pudo acudir o tuvo que regresar poco después, pues se tiene constancia que estaba en Writtle, Essex en octubre de 1271
En 1271, Robert consiguió la mano de la viuda Marjorie de Carrick, heredera del conde de Carrick, para su hijo primogénito.  Ese mismo año o poco después, Robert enviudó, pero el 3 de mayo de 1273 se casa con Christina de Ireby, viuda de Adam Jesmond, sheriff de Northumberland.  Con este matrimonio se agencia los estados de Cumberland y la dote del anterior matrimonio de Cristina. Tras este matrimonio, Robert comienza a gestionar sus posesiones al norte, confiando las del sur a sus hijos.
Robert Bruce fue regente de Escocia durante la minoría de edad de su primo Alejandro III de Escocia (1241-1286) y ocasionalmente se le reconoció como su heredero. El era el pariente varón más cercano del rey, pues todos los hijos de Margaret de Huntingdon fueron mujeres hasta el nacimiento de Hugh Balliol. Consiguió ser nombrado heredero, hasta que Alejandro tuvo tres hijos, los cuales murieron antes que él, por lo que el rey fue sucedido por su nieta Margarita I, quien vivía en Escocia.  A su vez, la joven reina murió a los siete años de edad en las islas Orcadas cuando se disponía a viajar a su reino; por lo que trece pretendientes reclamaron ser los legítimos sucesores de la Casa de Dunkeld.

### La Gran Causa

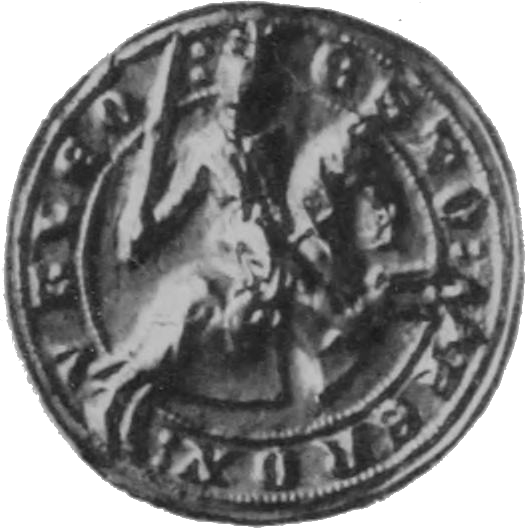
Fotografía del sello de Robert Bruce, V señor de Annandale, 1291.

Después de la extinción de la rama principal de la familia real escocesa (los descendientes de Guillermo I de Escocia), los descendientes de David de Huntingdon eran los principales herederos al trono. Los dos reclamantes más notables, Juan de Balliol y el propio Robert, descendían de las hijas de David: Margaret e Isobel respectivamente.
Robert Bruce aludió al tanistry y la proximidad sanguínea. Aunque descendía de la hija menor de David, y no de la primera como Juan de Balliol, mantenía un parentesco más cercano de la monarquía escocesa y tenía un grado más cercano de parentesco con David I de Escocia. Esta "Gran Causa" concluyó en 1292; pasando la corona de Escocia a Juan de Balliol. Los eventos fueron de tal modo:
Nada más saberse de la muerte de la reina Margarita, Robert Bruce reunió hombres con ayuda de los condes de Mar y Atholl y marchó a Perth con intenciones inciertas.  El obispo de St. Andrews, preocupado por una guerra civil, escribió a Eduardo I de Inglaterra, pidiéndole que interviniera en la elección de un nuevo monarca.
Eduardo aprovechó la oportunidad, pidiendo vasallaje al reino de Escocia. Los guardias de Escocia se negaron, pero Robert Bruce decidió rendirle homenaje. El resto de candidatos terminaron por homenajear al rey inglés, siendo el último el futuro Juan I de Escocia, así que al final los guardianes le concedieron a Eduardo tales honores.
El proceso judicial fue lento. El 3 de agosto de 1291 Eduardo concedió a Balliol y Bruce elegir cuarenta auditores, mientras él elegía otros veinticuatro, para que discutieran la disputa. Después de considerar todos los argumentos, a principios de noviembre se acordó que Balliol tenía un mayor derecho feudal. El 30 de noviembre, Juan Balliol fue coronado.

### Últimos años
Robert, V señor Annandale cedió el señorío de Annandale y sus derechos al trono a su hijo Robert de Brus. Poco después, en 1292, Marjorie of Carrick, esposa del joven Robert murió, obligando al señor de Annandale a ceder el condado de Carrick a su hijo mayor Roberto, el futuro rey.
Sir Robert de Brus murió en el Castillo de Lochmaben y fue enterrado en el Priorato de Gisborough, Cleveland.

## Familia e hijos
Se casó por primera vez el 12 de mayo de 1240, con lady Isabella de Clare (2 de noviembre de 1226-después del 10 de julio de 1264), hija de Gilbert de Clare, conde de Hertford y Gloucester y lady Isabel Marshal. De esta unión nació descendencia:
- Robert (1243-1304)
- William, casado con Elizabeth de Sully, sin descendencia
- Bernard, casado en primer lugar con Alicia de Clare y más tarde con Constance de Morleyn
- Richard (m. antes del 26 de enero de 1287)
- Isabella (1249-c. 1284), primera esposa sir John FitzMarmaduke. Fue enterrada en Easington, condado de Durham.[7]

Se casó por segunda vez el 3 de mayo de 1275 en el castillo de Hoddam, diócesis de Glasgow, con Christina (m. ca. 1305), hija y heredera de sir William de Ireby, de Ireby, Cumbria. Ellos no tuvieron descendencia.